# Olxanka-Vtoraia
Olxanka-Vtoraia - Ольшанка-Вторая (rus) - és un poble de l'óblast de Bélgorod, a Rússia. El 2016 tenia 28 habitants. Pertany al districte (raion) de Gubkin.